# Élections municipales de 2013 dans Beauharnois-Salaberry
Pour un article plus général, voir Élections municipales de 2013 en Montérégie.
Cet article concerne les élections municipales de 2013 en Montérégie dans la municipalité régionale de comté de Beauharnois-Salaberry.

## Beauharnois
| Candidats pour la mairie       | Vote  | %     |
| ------------------------------ | ----- | ----- |
| Claude Haineault (Sortant)     | 3 142 | 57,28 |
| Daniel Charlebois              | 1 994 | 36,35 |
| François Mailly                | 349   | 6,36  |
| Taux de participation : 55,8 % |       |       |

| Candidats conseiller #1   | Vote | %     |
| ------------------------- | ---- | ----- |
| Gaëtan Dagenais (Sortant) | 509  | 55,33 |
| Monia Laforest            | 411  | 44,67 |

| Candidats conseiller #2    | Vote | %     |
| -------------------------- | ---- | ----- |
| Michel Quevillon (Sortant) | 488  | 56,03 |
| Marc Laroche               | 383  | 43,97 |

| Candidats conseiller #3            | Vote | %     |
| ---------------------------------- | ---- | ----- |
| Guillaume Lévesque-Sauvé (Sortant) | 648  | 57,96 |
| Sylvie Guérin                      | 470  | 42,04 |

| Candidats conseiller #4  | Vote | %     |
| ------------------------ | ---- | ----- |
| Patrick Laniel (Sortant) | 533  | 65,64 |
| Ghislaine Desrochers     | 279  | 34,36 |

| Candidats conseiller #5     | Vote | %     |
| --------------------------- | ---- | ----- |
| Jacques Daoust              | 464  | 58,22 |
| Jocelyne Rajotte (Sortante) | 333  | 41,78 |

| Candidats conseiller #6  | Vote | %     |
| ------------------------ | ---- | ----- |
| Linda Toulouse           | 462  | 46,68 |
| Bruno Tremblay (Sortant) | 352  | 37,09 |
| Huguens Bien Aimée       | 135  | 14,23 |

## Saint-Louis-de-Gonzague
| Candidats pour la mairie | Vote            | %               |
| ------------------------ | --------------- | --------------- |
| Yves Daoust (Sortant)    | Sans opposition | Sans opposition |

| Candidats conseiller #1  | Vote            | %               |
| ------------------------ | --------------- | --------------- |
| François Leduc (Sortant) | Sans opposition | Sans opposition |

| Candidats conseiller #2 | Vote            | %               |
| ----------------------- | --------------- | --------------- |
| Jean-François Poirier   | Sans opposition | Sans opposition |

| Candidats conseiller #3 | Vote            | %               |
| ----------------------- | --------------- | --------------- |
| Daniel Pitre (Sortant)  | Sans opposition | Sans opposition |

| Candidats conseiller #4 | Vote            | %               |
| ----------------------- | --------------- | --------------- |
| Christian Brault        | Sans opposition | Sans opposition |

| Candidats conseiller #5 | Vote            | %               |
| ----------------------- | --------------- | --------------- |
| Mélanie Genesse         | Sans opposition | Sans opposition |

| Candidats conseiller #6   | Vote            | %               |
| ------------------------- | --------------- | --------------- |
| Paul Lavallière (Sortant) | Sans opposition | Sans opposition |

## Saint-Stanislas-de-Kostka
| Candidats pour la mairie       | Vote | %     |
| ------------------------------ | ---- | ----- |
| Caroline Huot                  | 715  | 84,12 |
| Jean-Pierre Gaboury (Sortant)  | 135  | 15,88 |
| Taux de participation : 59,6 % |      |       |

| Candidats conseiller #1      | Vote            | %               |
| ---------------------------- | --------------- | --------------- |
| Sébastien Frappier (Sortant) | Sans opposition | Sans opposition |

| Candidats conseiller #2    | Vote            | %               |
| -------------------------- | --------------- | --------------- |
| Jean-Guy St-Onge (Sortant) | Sans opposition | Sans opposition |

| Candidats conseiller #3     | Vote            | %               |
| --------------------------- | --------------- | --------------- |
| Camille Deschamps (Sortant) | Sans opposition | Sans opposition |

| Candidats conseiller #4 | Vote            | %               |
| ----------------------- | --------------- | --------------- |
| Michel Taillefer        | Sans opposition | Sans opposition |

| Candidats conseiller #5    | Vote | %     |
| -------------------------- | ---- | ----- |
| Réjean Dumouchel (Sortant) | 73   | 50,34 |
| Piska St-Pierre            | 72   | 49,66 |

| Candidats conseiller #1     | Vote            | %               |
| --------------------------- | --------------- | --------------- |
| Mario Archambault (Sortant) | Sans opposition | Sans opposition |

## Saint-Urbain-Premier
| Candidats pour la mairie | Vote            | %               |
| ------------------------ | --------------- | --------------- |
| Francine Daigle          | Sans opposition | Sans opposition |

| Candidats conseiller #1        | Vote            | %               |
| ------------------------------ | --------------- | --------------- |
| Nicole Sainte-Marie (Sortante) | Sans opposition | Sans opposition |

| Candidats conseiller #2    | Vote            | %               |
| -------------------------- | --------------- | --------------- |
| Sylvain Mallette (Sortant) | Sans opposition | Sans opposition |

| Candidats conseiller #3  | Vote            | %               |
| ------------------------ | --------------- | --------------- |
| Michel Hamelin (Sortant) | Sans opposition | Sans opposition |

| Candidats conseiller #4  | Vote | %     |
| ------------------------ | ---- | ----- |
| Mario Parent             | 314  | 60,50 |
| Claude Monière (Sortant) | 205  | 39,50 |

| Candidats conseiller #5     | Vote            | %               |
| --------------------------- | --------------- | --------------- |
| François Thibault (Sortant) | Sans opposition | Sans opposition |

| Candidats conseiller #6 | Vote | %     |
| ----------------------- | ---- | ----- |
| Joane Gibeau            | 445  | 86,24 |
| Jean-Pierre Vors        | 71   | 13,76 |

## Saint-Étienne-de-Beauharnois
| Candidats pour la mairie | Vote            | %               |
| ------------------------ | --------------- | --------------- |
| Gaétan Ménard (Sortant)  | Sans opposition | Sans opposition |

| Candidats conseiller #1 | Vote            | %               |
| ----------------------- | --------------- | --------------- |
| Martin Couillard        | Sans opposition | Sans opposition |

| Candidats conseiller #2  | Vote            | %               |
| ------------------------ | --------------- | --------------- |
| Michel Mercier (Sortant) | Sans opposition | Sans opposition |

| Candidats conseiller #3   | Vote            | %               |
| ------------------------- | --------------- | --------------- |
| Martin Dumaresq (Sortant) | Sans opposition | Sans opposition |

| Candidats conseiller #4 | Vote            | %               |
| ----------------------- | --------------- | --------------- |
| Jaques Giroux           | Sans opposition | Sans opposition |

| Candidats conseiller #5 | Vote            | %               |
| ----------------------- | --------------- | --------------- |
| Guy Lemieux (Sortant)   | Sans opposition | Sans opposition |

| Candidats conseiller #6      | Vote            | %               |
| ---------------------------- | --------------- | --------------- |
| Lisette Montpetit (Sortante) | Sans opposition | Sans opposition |

## Sainte-Martine
| Candidats pour la mairie | Vote            | %               |
| ------------------------ | --------------- | --------------- |
| Éric Brault              | Sans opposition | Sans opposition |

| Candidats conseiller (3) | Vote | %     |
| ------------------------ | ---- | ----- |
| Martin Primeau           | 901  | 53,16 |
| Daniel Laberge (Sortant) | 794  | 46,84 |

| Candidats conseiller (2) | Vote  | %     |
| ------------------------ | ----- | ----- |
| Carolle Lozeau           | 1 049 | 62,55 |
| Louise Loranger Dubuc    | 628   | 37,45 |

| Candidats conseiller (3) | Vote            | %               |
| ------------------------ | --------------- | --------------- |
| Jean-Denis Barbeau       | Sans opposition | Sans opposition |

| Candidats conseiller (4) | Vote            | %               |
| ------------------------ | --------------- | --------------- |
| Maude Laberge (Sortante) | Sans opposition | Sans opposition |

| Candidats conseiller (5) | Vote  | %     |
| ------------------------ | ----- | ----- |
| Nicolas Crête            | 1 033 | 60,91 |
| Alain Gagnon (Sortant)   | 663   | 39,09 |

| Candidats conseiller (6) | Vote | %     |
| ------------------------ | ---- | ----- |
| Dominic Garceau          | 960  | 57,55 |
| André Meloche            | 708  | 42,45 |

Élections partielles pour le poste de maire, conseiller #1, 2, 4 et 5 le 9 novembre 2014
- Organisées en raison de la démission du maire Éric Brault pour raisons professionnelles en août 2014, des démissions de Carolle Lozeau (conseillère #2) et Maude Laberge (conseillère #4) pour se présenter à la mairie, du décès de Martin Primeau (conseiller #1) en juin 2014 et de la démission de Nicolas Crête (conseiller #5).

| Partis                        | Partis               | Candidats pour la mairie                   | Vote | %   |
| ----------------------------- | -------------------- | ------------------------------------------ | ---- | --- |
|                               | Équipe Maude Laberge | Maude Laberge (Sortante d'un autre poste)  | n/d  | n/d |
|                               | Indépendant          | Carolle Lozeau (Sortante d'un autre poste) | n/d  | n/d |
| Taux de participation : n/d % |                      |                                            |      |     |

| Partis | Partis               | Candidats conseiller (1) | Vote            | %               |
| ------ | -------------------- | ------------------------ | --------------- | --------------- |
|        | Équipe Maude Laberge | Normand Sauvé            | Sans opposition | Sans opposition |

| Partis | Partis               | Candidats conseiller (2) | Vote            | %               |
| ------ | -------------------- | ------------------------ | --------------- | --------------- |
|        | Équipe Maude Laberge | Richard Laberge          | Sans opposition | Sans opposition |

| Partis | Partis               | Candidats conseiller (4) | Vote | %   |
| ------ | -------------------- | ------------------------ | ---- | --- |
|        | Équipe Maude Laberge | Carole Cardinal          | n/d  | n/d |
|        | Indépendant          | Pierre Couture           | n/d  | n/d |

| Partis | Partis               | Candidats conseiller (5) | Vote | %   |
| ------ | -------------------- | ------------------------ | ---- | --- |
|        | Indépendant          | Mélanie Lefort           | n/d  | n/d |
|        | Équipe Maude Laberge | Sophie Doucet            | n/d  | n/d |

## Salaberry-de-Valleyfield
| Candidats pour la mairie       | Vote  | %     |
| ------------------------------ | ----- | ----- |
| Denis Lapointe (Sortant)       | 9 352 | 62,49 |
| Robert Savard                  | 5 378 | 36,51 |
| Taux de participation : 46,0 % |       |       |

| Candidats conseiller #1 | Vote  | %     |
| ----------------------- | ----- | ----- |
| Denis Laitre (Sortant)  | 1 148 | 54,61 |
| Monique McSween Gendron | 954   | 45,39 |

| Candidats conseiller #2    | Vote | %     |
| -------------------------- | ---- | ----- |
| Jean-Marc Rochon (Sortant) | 902  | 53,34 |
| Joanne Bastien             | 789  | 46,66 |

| Candidats conseiller #3 | Vote            | %               |
| ----------------------- | --------------- | --------------- |
| Louise Sauvé (Sortante) | Sans opposition | Sans opposition |

| Candidats conseiller #4 | Vote | %     |
| ----------------------- | ---- | ----- |
| Jean-Luc Pomerleau      | 976  | 54,68 |
| Yves Legault            | 809  | 45,32 |

| Candidats conseiller #5      | Vote  | %     |
| ---------------------------- | ----- | ----- |
| François Labossière          | 1 098 | 47,14 |
| Jean-Jacques Leduc (Sortant) | 979   | 42,04 |
| Nicole Lecours               | 252   | 10,82 |

| Candidats conseiller #6 | Vote  | %     |
| ----------------------- | ----- | ----- |
| Jacques Smith (Sortant) | 1 027 | 58,45 |
| Lisette Plante Lalonde  | 730   | 41,55 |

| Candidats conseiller #7       | Vote  | %     |
| ----------------------------- | ----- | ----- |
| Patrick Rancourt              | 1 009 | 52,25 |
| Pierre-Paul Messier (Sortant) | 684   | 35,42 |
| Christian Debray              | 238   | 12,33 |

| Candidats conseiller #8  | Vote  | %     |
| ------------------------ | ----- | ----- |
| Normand Amesse (Sortant) | 1 273 | 70,92 |
| Normand Bourget          | 522   | 29,08 |